# Jan Bucquoy

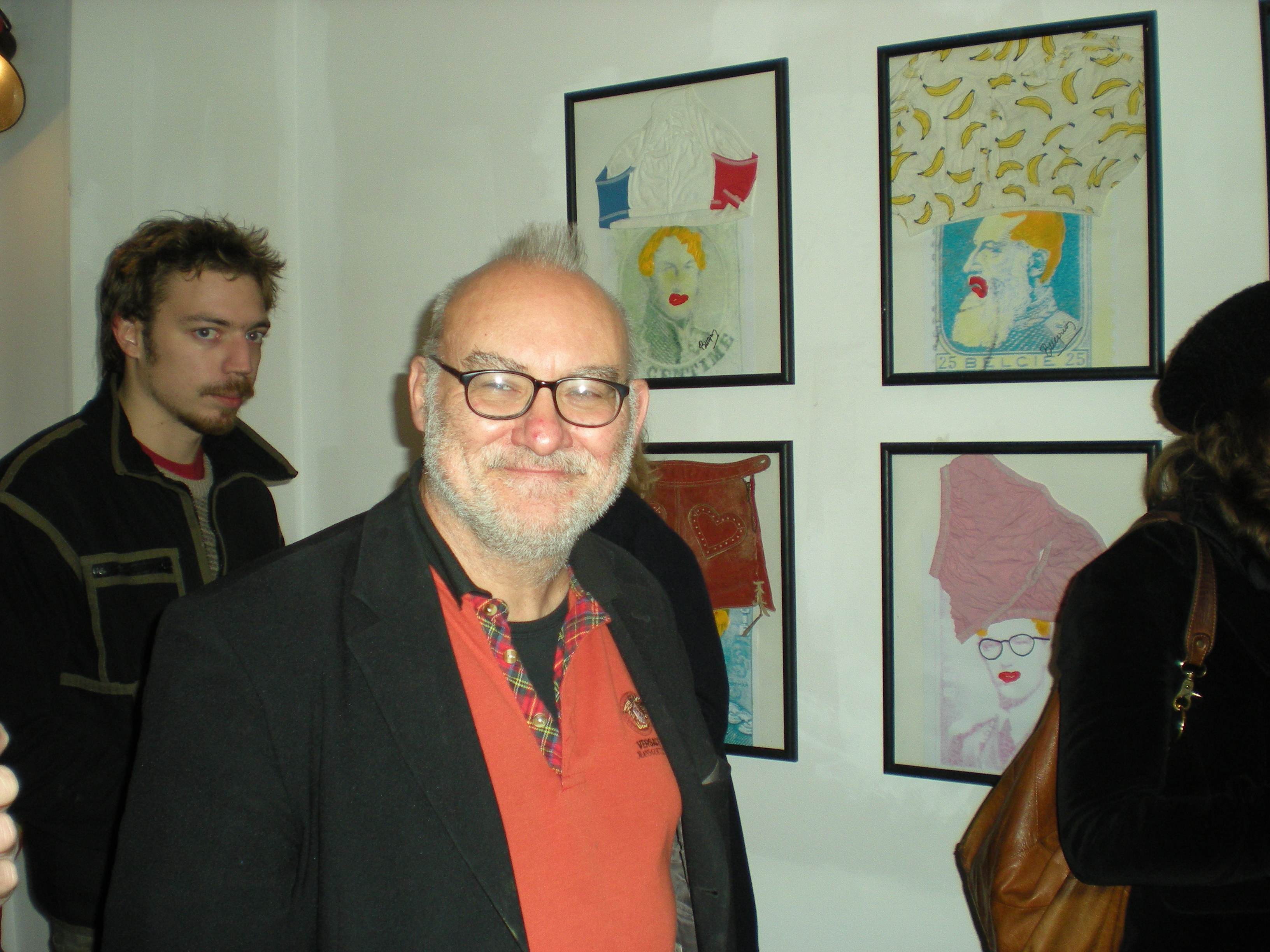
Jan Bucquoy

Jan Bucquoy (* 16. listopadu 1945, Harelbeke) je belgický filmový a divadelní režisér, spisovatel, autor komiksů. Kromě umělecké činnosti se politicky angažuje a zasadil se o „zmrtvýchvstání“ kultovní bruselské hospody Dolle Mol. Známý je díky svým neohroženým vystoupením v belgické televizi a zejména pořádáním útoku na královský palác v Bruselu.

## Kariéra
Studoval literaturu v Grenoblu, filozofii v Gentu, režii v Bruselu, politologii a École Supérieure d’Art Dramatique (Vyšší škola dramatických umění) ve Štrasburku. Během studií vedl dramatický soubor Laboratoire d’Action Populaire (L.A.P.), se kterým uvedl na scénu hry Mejercholda, Brechta, Fassbindera, Erwina Piscatora a Michela de Ghelderodeho. Později uvedl ve francouzštině vlámské divadelní hry Huga Clause (Vendredi) nebo Cyriela Buysseho (Het Gezin van Paemel).

## Komiks
Je autorem námětů asi padesáti komiksů, za thriller Le Bal du rat mort (Glénat 1986) získal cenu za nejlepší komiks roku 1981 – Prix Saint-Michel. Jeho film La Vie sexuelle des Belges 1950–78 (1994) vychází z jeho komiksů Brèves Rencontres (1987) a Tout va bien (1990).

## Film
S producentem Francisem De Smetem spolupracoval na (zatím) šestidílné sérii filmů « La Vie sexuelle des Belges » (Sexuální život Belgičanů):
- La Vie sexuelle des Belges 1950–78 (1994);
- Camping Cosmos (1996);
- Fermeture de l’usine Renault à Vilvoorde (1998);
- La jouissance des hystériques (2000);
- Vrijdag Visdag / Friday Fishday (2000);
- La société du spectacle et ses commentaires (2003).

Dále natočil:
- Crème et châtiment / L’Entartement de Toscan du Plantier au festival de Cannes 1996 (1997) (krátký film)
- La Vie politique des Belges (2002)
- Les Vacances de Noël (2005)

## Politická a umělecká provokace
Jeho kontroverzní umělecká činnost je ovlivněna belgickým surrealismem (např. M. Mariënem), situacionisty (G. Debord a jeho kniha Society of the Spectacle) a teoriemi o medializaci naší společnosti. Tyto vlivy lze najít nejen v jeho filmech, ale i v akcích, mezi které patří plánování státního převratu, který má začít útokem na královský palác. Zatím ho pokaždé zatkli (za výtržnost), poprvé 21. května 2005, potom týž den v roce 2006 a 2007. V souvislosti s nastolením nového společenského systému např. navrhuje nahradit volby loterií. Do dějin belgické televize se zapsal vystoupením v pořadu Incredibile, kde si dovolil znevážit královnu vdovu – Fabiolu. Kromě toho spolupracoval s belgickou pirátskou rozhlasovou stanicí Radio Uylenspiegel. V roce 1992 na hlavním bruselském náměstí symbolicky popravil bustu krále Baudouina.